# Molinaseca
Molinaseca település Spanyolországban, León tartományban. Lakosainak száma 872 fő (2024).

## Földrajza
Molinaseca Ponferrada, Congosto, Castropodame, Torre del Bierzo és Santa Colomba de Somoza községekkel határos.

## Testvértelepülések
- Águas de São Pedro

## Népesség
A település lakosságának változását az alábbi diagram mutatja:
| Lakosok száma | 783  | 750  | 822  | 794  | 886  | 898  | 895  | 884  | 851  | 872  |
|               | 2001 | 2004 | 2007 | 2009 | 2012 | 2014 | 2017 | 2019 | 2022 | 2024 |